# Nazionale maschile under 18 di pallacanestro della Siria
La nazionale di pallacanestro siriana Under-18 è una selezione giovanile della nazionale siriana di pallacanestro, ed è rappresentata dai migliori giocatori di nazionalità siriana di età non superiore ai 18 anni.
Partecipa a tutte le manifestazioni internazionali giovanili di pallacanestro per nazioni gestite dalla FIBA.

## Partecipazioni

### FIBA AsiaBasket Under-18
- 1990 -  2°
- 2006 - 9°
- 2008 -  3°
- 2010 - 9°
- 2012 - 9°

- 2018 - 15°
- 2022 - 10°